# Вурманкасы (Яншихово-Челлинское сельское поселение)
Вурманкасы́ (чув. Вӑрманкас) — деревня в Красноармейском муниципальном округе Чувашской Республики.

## География
Находится в северной части Чувашии, на расстоянии приблизительно 9 км на восток по прямой от районного центра села Красноармейское.

## История
Известна с 1859 года, когда здесь было 37 дворов и 201 житель. В 1897 году было учтено 306 жителей, в 1926 — 41 двор и 164 жителя, в 1939—166 жителей, в 1979 — 30 дворов и 109 жителей. В 2002 году было 25 дворов, в 2010 — 19 домохозяйств. В 1930 был образован колхоз «Венера», в 2010 году действовал СХПК «Прогресс». До 2021 года входила в состав Яншихово-Челлинского сельского поселения до его упразднения.

## Население
Постоянное население составляло 52 человека (чуваши 98 %) в 2002 году, 46 в 2010.